# José Mesa y Ramos
José Mesa y Ramos (Vigo, 16 de abril de 1856-¿?, 1935). Ingeniero de caminos español. 
Finalizó la carrera de Ingeniero de Caminos a la edad de 35 años. Fue durante diez años ingeniero de la Diputación de La Coruña y, posteriormente, reingresado en el servicio del Estado, prestó servicios en la Jefatura de Valladolid y en diversos negociados de Fomento, como el de caminos vecinales o la División de Comercio. Tras pasar por Teruel, estuvo destinado en la División Hidráulica del Guadalquivir. De 1916 a 1923, año de su jubilación, fue Secretario de Sección en el Consejo de Obras Públicas. Según Fernando Sáenz Ridruejo, su necrológica apareció en la Revista de Obras Públicas de 15 de enero de 1936, por lo debe entenderse que falleció a finales de 1935.
Fue colaborador del Boletín de la Sociedad Castellana de Excursiones, asociación de excursionismo científico que se creó por iniciativa de Narciso Alonso Cortés.

## Obras
- Pozos artesianos (1909)
- Régimen de las aguas subterráneas. Su aplicación al riego y á la industria (1914)
- Pozos artesianos y pozos de petróleo (1924)
- La Isla de la paz y de la guerra: novela social (1935)